# زيون تي
زيون تي (بالإنجليزية: Zion)‏.T) (من مواليد 13 أبريل 1989) سول، كوريا الجنوبية. هو رابر كوري جنوبي بدأ مسيرته الفنية عام 2011. هو عضو في فرقة VV:D وهو أيضا كاتب غنائي ومنتج وملحن وعارض أزياء ورسام.

## السيرة الذاتية
ولد وتربى في سول، كوريا الجنوبية بدأ مشواره الفني كرابر اندرغراوند ولكن كانت بدايته الفعلية كرابر في 2011 وكانت أول أغنية له هي Click Me بالتعاون مع الرابر دوكي.

## روابط خارجية
- زيون تي على موقع ميوزك برينز (الإنجليزية)
- زيون تي على موقع ديسكوغز (الإنجليزية)